# Rimbach (Markt Erlbach)

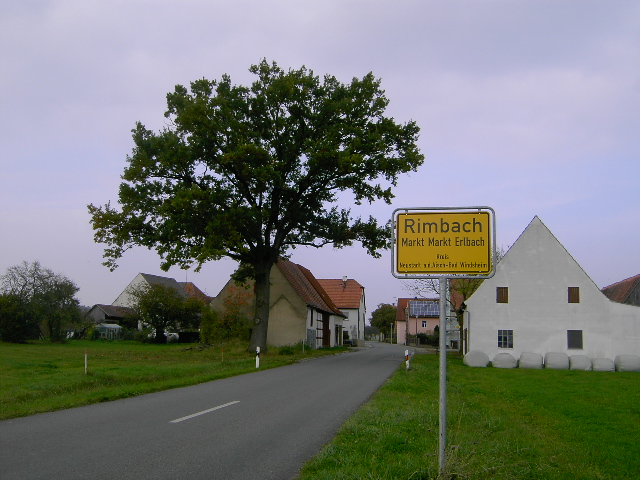
Ortseingang von Rimbach

Rimbach ist ein Gemeindeteil des Marktes Markt Erlbach im Landkreis Neustadt an der Aisch-Bad Windsheim (Mittelfranken, Bayern). Rimbach liegt in der Gemarkung Klausaurach.

## Geografie
Westlich des Dorfes entspringt der Hardgraben, ein linker Zufluss der Mittleren Aurach. Im Westen liegt das Waldgebiet Rödelsee, 0,5 km im Nordwesten befinden sich die Waldgebiete Auf der Salzlecke und An der Roten Marter, im Nordwesten liegt das Flurgebiet Große Äcker und dahinter der Viersternwald. Die Kreisstraße NEA 24 führt, die Staatsstraße 2255 kreuzend, nach Herrnneuses (5 km nordöstlich) bzw. nach Klausaurach (0,9 km südlich). Eine Gemeindeverbindungsstraße führt nach Mettelaurach (1,4 km südöstlich), eine weitere an der Pechhütte vorbei nach Beerbach (3 km nordwestlich).

## Geschichte
Der Ort wurde im 14. Jahrhundert erstmals urkundlich erwähnt. 1489 berichtete Elisabeth von Brandenburg in einem Brief an ihre Mutter Anna von Sachsen von einer Sommerfrische, die sie im "Schloss Rimpach" unweit von Hoheneck verbrachte. Dieses war spätestens im 17. Jahrhundert bei einem Brand abgegangen, nur noch eine Kastanienallee erinnerte 1652 an das Gebäude. Überreste des Schlosses waren vor dem Zweiten Weltkrieg (Grundmauern und Brunnen) noch auszumachen. Die Steine wurden abgetragen, der Brunnen wurde zugeschüttet. 
Gegen Ende des 18. Jahrhunderts gab es in Rimbach 5 Anwesen (1 Gut, 1 Gütlein, 1 Häckersgütlein, 1 Häuslein, 1 Gemeindehirtenhaus). Das Hochgericht übte das brandenburg-bayreuthische Stadtvogteiamt Neustadt an der Aisch aus. Die Dorf- und Gemeindeherrschaft und die Grundherrschaft über alle Anwesen hatte das Klosteramt Birkenfeld.
Von 1797 bis 1810 unterstand der Ort dem Justizamt Dachsbach und Kammeramt Neustadt. Im Rahmen des Gemeindeedikts wurde Rimbach dem 1811 gebildeten Steuerdistrikt Oberroßbach und der 1813 gegründeten Ruralgemeinde Oberroßbach zugeordnet. Am 1. Januar 1970 wurde Rimbach nach Linden umgemeindet. Am 1. Januar 1978 wurde Rimbach im Zuge der Gebietsreform in Bayern nach Markt Erlbach eingemeindet.

### Ehemaliges Baudenkmal
- Haus Nr. 1: Gasthaus Schmeißer; zweigeschossiges Walmdachhaus von sechs zu drei Achsen; Fenster und Türen verändert, Anbauten, Ecklisenen, Gurtband, profiliertes Holztraufgesims, im Medaillon über der Haustür stand (laut Besitzer) „Joh. Gg. Schmeisser 1771“[10]

### Einwohnerentwicklung
| Jahr      | 001818 | 001840 | 001861 | 001871 | 001885 | 001900 | 001925 | 001950 | 001961 | 001970 | 001987 | 002017 | 002023 |
| Einwohner | 47     | 65     | 62     | 61     | 53     | 56     | 50     | 63     | 43     | 47     | 37     | *43    | *50    |
| Häuser    | 10     | 9      |        |        | 12     | 12     | 11     | 7      | 9      |        | 11     |        |        |
| Quelle    | [ 12 ] | [ 13 ] | [ 14 ] | [ 15 ] | [ 16 ] | [ 17 ] | [ 18 ] | [ 19 ] | [ 20 ] | [ 21 ] | [ 22 ] |        | [ 1 ]  |

## Religion
Der Ort ist seit der Reformation evangelisch-lutherisch geprägt und bis heute nach St. Leonhard (Linden) gepfarrt. Die Katholiken waren ursprünglich nach St. Johannis Enthauptung (Neustadt an der Aisch) gepfarrt, später wurden sie der Kirchengemeinde Maria Namen (Markt Erlbach) zugewiesen, die ursprünglich eine Filiale von St. Michael (Wilhermsdorf) war und seit 2019 eine Filiale von St. Johannis Enthauptung ist.

## Wirtschaft und Infrastruktur
Bis in die 1990er Jahre war die Mehrheit der Bewohner noch in eigenen Landwirtschaftsbetrieben tätig. Im Jahre 2007 waren es noch etwa ein Dutzend. Kleintierhaltung (Kaninchen und Hühner) sowie Gartenbau werden weiterhin betrieben. Eine Gaststätte sowie eine Antiquitätenhandlung befinden sich im Ort.